# Boiga irregularis
Boiga irregularis és una espècie de serp arbòria de la família dels Colubridae nativa de l'est i nord de la costa d'Austràlia, Papua Nova Guinea, i un gran nombre d'illes al nord-oest de Melanèsia. Aquesta serp és tristament cèlebre per ser una espècie invasora responsable de devastar la major part de la població d'aus natives de Guam.

## Ecologia
Boiga irregularis és oriünda de les zones costaneres d'Austràlia, Papua Nova Guinea, i un gran nombre d'illes al nord-oest de Melanèsia. L'espècie es troba a les illes de mida variable, que s'estenen des Sulawesi a Indonèsia oriental a través de Papua Nova Guinea i les Illes Salomó i en les zones més humides costaneres del nord d'Austràlia. Les serps a Guam representen l'única població reproductiva documentada fora del rang natiu.
Boiga irregularis no es limita als hàbitats boscosos, però també pot aparèixer en pastures i zones de clarianes. En Papua Nova Guinea, ocupa una gran varietat d'hàbitats en altituds de fins a 1.200 m. Es troba més comunament en els arbres, coves i penya-segats de pedra calcària prop, però sovint arriba fins a terra a la recerca d'aliment a la nit. S'amaga durant el dia a les copes dels arbres de palma, troncs buits, esquerdes de roques, coves, i fins i tot als racons foscos de les cases amb sostre de palla prop del terrat. Amb base en la freqüència d'observacions d'aquesta serp, en relació als edificis, aviram i les aus engabiades, la serp és considerada comú en hàbitats pertorbats humans.

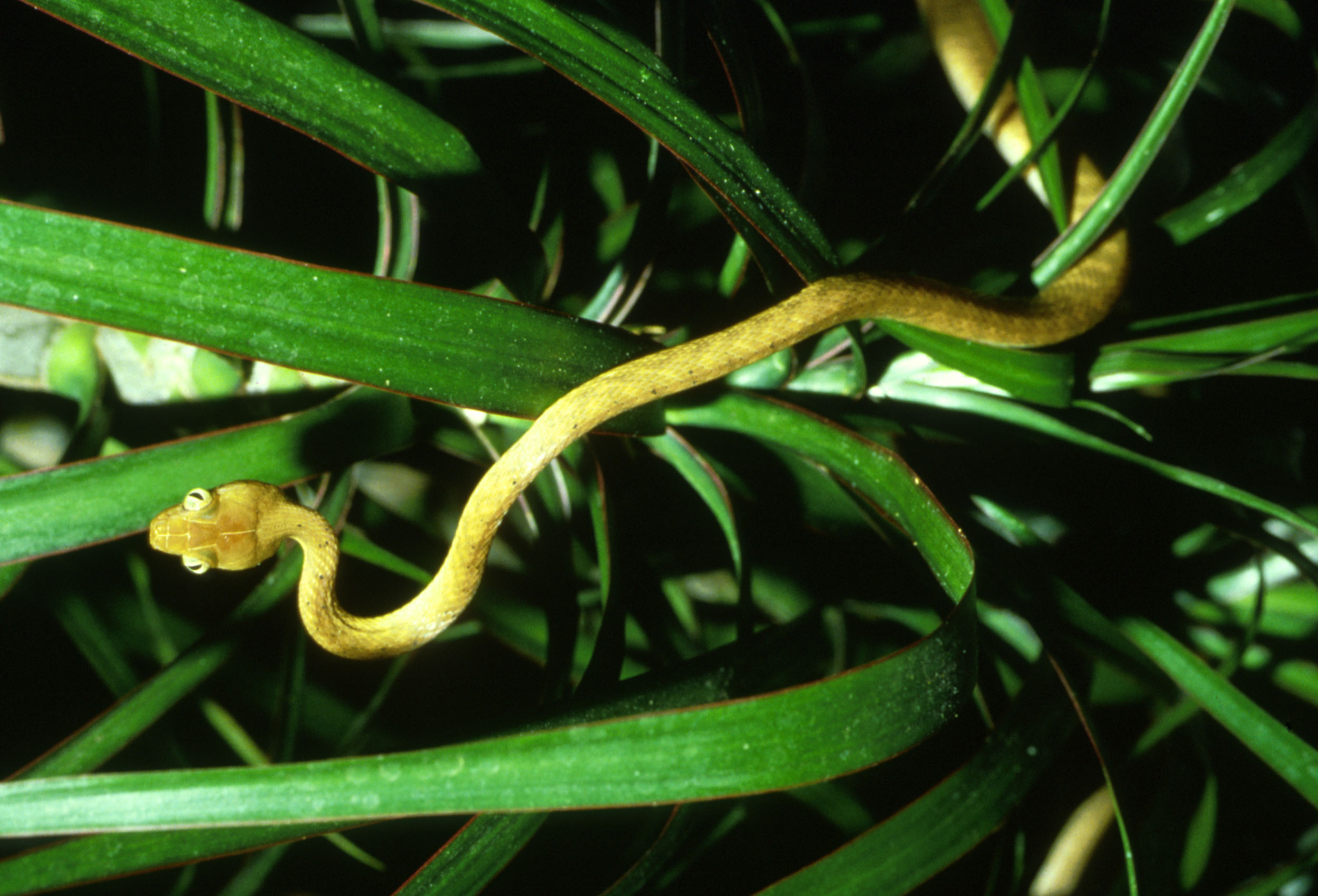
Vista superior

Boiga irregularis és una espècie nocturna utilitza senyals visuals i químiques en la caça al brancam del bosc plujós tropical i a terra. És un membre de la subfamília Colubrinae i del gènere Boiga, que és un grup d'unes vint-i-cinc espècies que es caracteritzen per les seves pupil·les verticals.
Boiga irregularis mesura generalment d'entre un i dos metres de longitud en la seva àrea de distribució natural. La serp és llarga i prima, el que facilita la seva capacitat d'escalada i li permet passar a través de petits espais en els edificis, graners i altres llocs ombrívols on busca refugi durant el dia. Les variacions en la coloració es produeixen en el rang natiu de la serp, que van des d'un lleuger estampat marró a groc, verd o beix amb taques vermelles en forma de sella de muntar. Tenen un cap gran en relació amb el seu cos, i poden sobreviure per períodes prolongats de temps sense aliments.
Boiga irregularis és una serp nocturna que pot ser molt agressiva quan se sent amenaçada. Es tracta d'un colúbrid amb ullals posteriors, que posseeix dos petits ullals acanalats, a la part posterior de la boca. A causa de la disposició dels ullals i la seva ranura en lloc de ser tubulars, és difícil transmetre el verí en una mossegada a un ésser humà i, per tant, només se subministra en petites dosis. El verí sembla lleument neurotòxic i possiblement citotòxic amb efectes localitzats que són trivials per als éssers humans adults. S'han descrit greus conseqüències mèdiques en nens, que són més susceptibles per la seva baixa massa corporal La serp no es considera perillosa per a les persones adultes. El verí sembla a ser utilitzat principalment per sotmetre llangardaixos, que poden ser més fàcilment col·locat a la part posterior de la boca per al lliurament de verí.

### Alimentació
Boiga irregularis depreda aus, sargantanes, ratpenats i petits rosegadors en la seva àrea de distribució natural. S'alimenta d'aus i musaranyes a Guam.
A causa de la disponibilitat de preses i la manca de depredadors introduïts en hàbitats com ara Guam, els ha permès créixer a mides més grans que les normals d'1 a 2 metres de longitud. La major grandària de la que hi ha constància d'aquesta espècie trobada a Guam és de tres metres.
Boiga irregularis és una espècie generalista coneguda per menjar una àmplia varietat d'aliments, davant l'amenaça és molt agressiu i tendeix a carregar i colpejar l'agressor repetidament. La serp té nombroses dents, però només les dues últimes a cada costat de la mandíbula superior tenen ranures, que injecten verí durant la mossegada. Per tant, la boca de la serp s'ha d'obrir el més àmpliament possible per tal d'inserir i exposar els seus ullals. La serp fa un moviment de masticació per injectar el verí per capil·laritat al llarg dels ullals acanalats. El verí s'utilitza per sotmetre i matar les preses en la qual la serp s'alimenta però, el verí no es considera perillós per als éssers humans adults. A més de sotmetre a la seva víctima amb el seu verí, Boiga irregularis sovint envolta el seu cos al voltant de la presa, com una Boa constrictor, per immobilitzar la presa en mastegar i consumir l'animal.

### Reproducció
Les característiques reproductives de Boiga irregularis no es coneixen bé. De mitjana, la femella produeix 4-12 ous oblongs, 42-47mm de llarg i 18-22mm d'ample. Els ous tenen una coberta coriàcia i com a tal, femella diposita els ous en refugis, com troncs buits, esquerdes de roques, i altres llocs on és probable que estiguin protegits de la dessecació i les altes temperatures. Les femelles poden produir dues niuades per any, però el moment d'aquesta urpes pot dependre de les variacions estacionals en el clima i l'abundància de preses. Si les condicions per a fer la posta no són adequades, la femella de Boiga irregularis és capaç d'emmagatzemar l'esperma i produir els ous diversos anys després de l'aparellament.
Les característiques reproductives de Boiga irregularis no han estat àmpliament estudiades La femella és coneguda per produir ous allargats 4-12, 42-47 mm de llarg i 18-22 mm d'ample amb una clova coriàcia. Les femelles poden produir fins a dos postes per any, depenent de les variacions estacionals en el clima i l'abundància de preses. La femella diposita els ous en troncs buits, esquerdes de roques, i altres llocs on probablement estan protegits de la dessecació i les altes temperatures. Les poblacions a Guam poden reproduir-se durant tot l'any.

## Espècie invasora a Guam
Poc després de la Segona Guerra Mundial, i abans de 1952, Boiga irregularis va ser transportada accidentalment de la seva àrea de distribució natural al Pacífic Sud fins a Guam, probablement com a polissó en un vaixell de càrrega. Com a resultat de l'abundància de preses a Guam i l'absència de depredadors naturals fora dels porcs salvatges i Varanus indicus, les poblacions de Boiga irregularis han assolit xifres sense precedents. Les serps provoquen l'extinció de la major part de les poblacions de vertebrats del bosc natiu, milers de talls elèctrics que afecten tant a usuaris privats, comercial, i les activitats militars, la pèrdua generalitzada de l'aviram i d'animals domèstics, i el considerable trauma emocional per als residents i visitants quan les serps envaeixen els hàbitats humans amb la possibilitat d'enverinament de nens petits Des que Guam és un important centre de transport al Pacífic, hi ha nombroses oportunitats que Boiga irregularis s'hagués introduït accidentalment a altres illes del Pacífic com a polissons passius per al trànsit aeri i marítim des de Guam. Per minimitzar aquesta amenaça s'utilitzen gossos entrenats per cercar, localitzar i eliminar Boiga irregularis abans que salpin de l'illa els vaixells de càrrega i de transport militar.
Nombrosos albiraments d'aquesta espècie han estat reportats en altres illes com les Wake, Tinian, Rota, Okinawa, Diego Garcia, Hawaii, i fins i tot Texas, al territori continental dels Estats Units.
Probablement s'hagi establert una població incipient a Saipan.
S'ha utilitzat paracetamol per a ajudar a erradicar la serp a Guam.

### Proves fisiològiques per a la supressió reproductiva
Els factors d'estrès ambiental, com la manca de refugi, el canvi climàtic, l'amuntegament i la pèrdua de preses han estat investigats com a causes principals de la disminució de la densitat de població de la serp, ja que s'ha trobat que existeix una correlació directa amb l'èxit reproductiu de la serp. A Guam s'està duent a terme una investigació sobre els patrons de reproducció de Boiga irregularis amb l'esperança d'entendre millor com aquests factors d'estrès ambientals que afecten la densitat de població de la serp.
Un estudi realitzat per I.T. Moore, va predir que baixa condició corporal es correlaciona amb els nivells elevats d'hormones de l'estrès i nivells baixos d'esteroides sexuals a les Boiga irregularis salvatges a Guam, en comparació amb la població nativa de serp a Austràlia i serps en captivitat a Guam. Després d'una extensa investigació es va constatar que la condició corporal de les serps salvatges era significativament diferent a les condicions corporals de les serps natives i captives. Els resultats van determinar que "la condició corporal deprimit i nivells elevats de corticosterona plasmàtica en els salvatges suggereixen que la manca de recursos alimentaris situava als individus en una situació d'estrès crònic que resulta en la supressió del sistema reproductiu". L'estudi suggereix que les serps que viuen en condicions d'estrès, com ara alta densitat de població de baixos recursos o preses havien suprimit la reproducció en múltiples etapes, incloent l'esteroidogènesi i la gametogènesi.
El 2008 la població de Boiga irregularis a Guam estava disminuint amb una mida de població d'equilibri prevista d'unes 30-50 serps per hectàrea. La disminució de la població de serps pot ser identificat com un resultat de l'esgotament dels recursos alimentaris, la mortalitat d'adults i / o la supressió de la reproducció. És a dir, la població de Boiga irregularis a Guam ha superat la capacitat de càrrega de l'illa.
La introducció de Boiga irregularis a Guam després de la Segona Guerra Mundial ha tingut un impacte significatiu en la dinàmica de la comunitat de l'illa. Després de la seva introducció la població de Boiga irregularis no ha parat de créixer i s'ha estès sobre la totalitat de Guam. La població de Boiga irregularis a l'illa ha aconseguit densitats màximes de més de 100 serps per hectàrea. Aquest pic de població es va deure a l'abundant quantitat de nous recursos a disposició de Boiga irregularis després de la seva introducció. Les limitacions de la mida de les poblacións de la serp en la seva àrea de distribució natural es basa predominantment per la disponibilitat d'aliments. La font d'aliments d'aquestes serps són molt més limitades en la seva àrea de distribució natural que en l'illa de Guam de manera que les preses en la seva àrea de distribució natural tenen moltes més defenses naturals a la serp que les preses de Guam.
La població predominant afectada per la introducció de la serp és el de les espècies d'aus natives, com Ptilinopus roseicapilla, Myiagra freycineti, Rhipidura rufifrons i Myzomela rubratra. La introducció de Boiga irregularis a Guam ha donat lloc a l'extinció de dotze espècies d'aus natives en total. El Refugi nacional de vida silvestre de Guam està tractant d'evitar l'extinció de poblacions d'aus amenaçades per la serp. Altres espècies afectades significativament per la invasió d'aquestes serps eren petits llangardaixos i petits mamífers. La investigació ha indicat una correlació directa la propagació d'aquestes serps a tota l'illa a la disminució de les poblacions d'aquestes espècies natives. A més, la introducció de Boiga irregularis ha tingut un impacte indirecte negatiu sobre la diversitat vegetal, ja que el seu intens caràcter depredador ha disminuït les poblacions de pol·linitzadors clau incloent aus i ratpenats frugívors. Les dades recollides de les illes properes que no tenen poblacions de Boiga irregularis representen una diferència significativa en la riquesa d'espècies vegetals, és a dir, les illes properes semblants a Guam on Boiga irregularis ha estat introduïda mostren una major diversitat d'espècies vegetals. En general, la fauna de vertebrats i flora natives de Guam han patit enormement a causa de la introducció de Boiga irregularis.

### Mètodes de control
Es va dur a terme un estudi d'investigació per trobar depredadors de Boiga irregularis que podria servir com un mètode de control de la població En aquest estudi van ser identificats dos depredadors reals i es van identificar 55 depredadors potencials: Els dos depredadors reals del model són la serp Pseudechis porphyriacus i el gripau Bufo marinus. Els depredadors reals van ser identificats per proves que realment capaços de capturar i consumir Boiga irregularis en un hàbitat natural, mentre que els depredadors potencials van ser identificats com a espècies que només eren físicament capaços de consumir Boiga irregularis. La investigació recollida en aquest estudi suggereix que fins i tot amb la introducció de depredadors de Boiga irregularis, seria poc probable que això servís com un mètode de control efectiu de la població de Boiga irregularis. Una de les raons per a aquesta conclusió va ser que els depredadors reals identificats de Boiga irregularis són alhora depredadors generalistes i que la seva introducció causaria més perjudici per a les espècies autòctones.
Un altre possible resultat negatiu de la introducció d'espècies com a mètode de control de la població de Boiga irregularis és la depredació de mútua de joves de Bufo marinus per part de Boiga irregularis i viceversa, ja que tots dos són depredadors oportunistes i generalistes. Aquesta investigació va determinar que el riscos ambientals i ecològics associats amb la introducció d'aquests depredadors era massa alt per posar en pràctica. Finalment, Pseudechis porphyriacus podrien representar una amenaça per a la salut dels éssers humans. El cost de la introducció d'aquests espècies depredadores supera els beneficis i no és pràctic.
Tenint en compte l'impacte ambiental de Boiga irregularis, els estudis han tractat de proporcionar una metodologia per a la seva captura per tal de pal·liar els efectes negatius d'aquesta. L'ús de ratolins com a esquer ha demostrat tenir efectes considerables de reducció quan es combina amb paracetamol en un experiment de marcatge i recaptura que condueix a la possible aplicació generalitzada a Guam. En l'estudi, es va inserir 80 mg de paracetamol als cadàvers dels ratolins cosa que resulta en l'enverinament de les serps que els ingereixen. Un altre estudi es va fer ressò de la idea abans esmentada creixent d'intercanvi parany espaiat.